# Académie Louvain
Die Académie Louvain in Ottignies-Louvain-la-Neuve ist die Vereinigung der französischsprachigen römisch-katholischen Universitäten in Belgien. Die Gründung erfolgte 2004 infolge des Bologna-Prozesses (Schaffung eines einheitlichen europäischen Hochschulraums). Angeschlossen sind:
- Université catholique de Louvain (UCL) in Ottignies-Louvain-la-Neuve
- Facultés universitaires Notre-Dame de la Paix (FUNDP) in Namur
- Facultés universitaires Saint-Louis (FUSL)in Brüssel
- Facultés universitaires catholiques de Mons (FUCaM) in Mons

Nach fast drei Jahren der Zusammenarbeit in dieser Vereinigung beschlossen die Rektoren der vier Universitäten am 12. März 2007 nunmehr in Verhandlungen mit dem Ziel des Zusammenschlusses der vier Einrichtungen in einer einzigen Hochschule zu treten. Jede Einrichtung würde dann ein Campus der Université catholique de Louvain sein.